# Стоян Пешов Раковски
Стоян Пешов Раковски, известен и като Стоян Пешов, е български националреволюционер (четник и войвода на чети), участник в бойни действия като български четник и като военнослужещ в български и руски въоръжени сили.
Роден е в с. Раковица, Кулско, през 1821 г. Емигрира през 1853 г. в Румъния и постъпва като доброволец в Греческий волентирски батальон. В списъка на прикомандированите към Украинския егерски полк е записан под № 576. Участва в отбраната на Севастопол по време на Кримската война през 1854 – 1856 г. и е удостоен с Георгиевски кръст за храброст.
След войната се заселва в с. Вратарница, Княжевачки окръг, Тимошко. Взема участие в Димитракиевата буна с център с. Влахович (Подгоре), Кулско през 1856 г. Стоян Пешов, като войвода на малка чета, преминава от Сърбия в района на Видинско и Белоградчишко през 1863 г. Въстаниците водят сражение с турците при с. Макреш.
През 1867 г. по решение на Добродетелната дружина в Букурещ трябва в Турция да бъдат прехвърлени 20 доброволчески чети, които да се съединят в Стара планина и да предизвикат всеобщо въстание. Иван Кулин привлича в Зайчар Герго Капитански и Стоян Пешов за подготовка на чети. За войвода на 1-ва зайчарска чета е определен Еремия Българов от с. Мокреш, Ломско.
През 1875 г. Стоян Пешов отново преминава с чета във Видинския санджак, а на следващата година постъпва в доброволческата чета на Симо Соколов, формирана в Зайчар. Участва в сраженията при Кадъ боаз, с. Корито, където е ранен.
След Освобождението Стоян Пешов Раковски е назначен на служба във Видинската митница. Получава земя за обработване в с. Галово, Оряховско. По-късно се заселва в с. Добри дол, Ломско.
По врема на Сръбско–българската война 1885 г. Стоян Пешов Раковски е доброволец в Първа четирифутова батарея на капитан Кърджиев и участва при сраженията при с. Арчар и Гайтанци на 14 ноември.
Стоян Пешов Раковски умира на 11 ноември 1904 година. Погребан е в село Добри дол.